# Communauté d'agglomération de Béthune-Bruay, Artois-Lys Romane
La communauté d'agglomération de Béthune-Bruay, Artois-Lys Romane est une communauté d'agglomération française, située dans le département du Pas-de-Calais et la région Hauts-de-France, arrondissement de Béthune. Elle est créée le 13 septembre 2016 avec pour date d’effet le 1er janvier 2017. Son siège est situé dans la commune de Béthune. Elle regroupe 100 communes et totalise 275 327 habitants en 2021. Elle est localisée dans le centre-est du Pas-de-Calais. 

## Historique
Dans le cadre des dispositions de la loi portant nouvelle organisation territoriale de la République (Loi NOTRe) du 7 août 2015, qui prévoit que les établissements publics de coopération intercommunale (EPCI) à fiscalité propre doivent avoir un minimum de 15 000 habitants, la communauté d'agglomération de l'Artois fusionne avec la communauté de communes Artois-Lys et la communauté de communes Artois-Flandres, formant, le 1er janvier 2017, la communauté d'agglomération de Béthune-Bruay, Artois-Lys Romane, conformément à l'arrêté préfectoral du 13 septembre 2016.

## Territoire communautaire

### Géographie
L'intercommunalité regroupe 100 communes et 275 327 habitants en 2021, sur un territoire de 645,60 km2.
La communauté d'agglomération est polarisée autour de deux villes-centre, Béthune et Bruay-la-Buissière, dans un ensemble au caractère rural très marqué (62 communes de moins de 2 000 habitants).

### Composition
| Nom                    | Code Insee | Gentilé                    | Superficie (km2) | Population (dernière pop. légale) | Densité (hab./km2) |
| ---------------------- | ---------- | -------------------------- | ---------------- | --------------------------------- | ------------------ |
| Béthune (siège)        | 62119      | Béthunois                  | 9,46             | 25 342 (2022)                     | 2 679              |
| Allouagne              | 62023      | Allouagnais                | 7,81             | 2 837 (2022)                      | 363                |
| Ames                   | 62028      | Amois                      | 3,51             | 660 (2022)                        | 188                |
| Amettes                | 62029      | Amettois                   | 6,82             | 466 (2022)                        | 68                 |
| Annequin               | 62034      | Annequinois                | 3,99             | 2 147 (2022)                      | 538                |
| Annezin                | 62035      | Annezinois                 | 6,1              | 5 819 (2022)                      | 954                |
| Auchel                 | 62048      | Auchellois                 | 6                | 10 124 (2022)                     | 1 687              |
| Auchy-au-Bois          | 62049      | Alciaquois                 | 4,27             | 549 (2022)                        | 129                |
| Auchy-les-Mines        | 62051      | Alsiaquois                 | 5,1              | 4 642 (2022)                      | 910                |
| Bajus                  | 62077      | Bajussois                  | 2,94             | 358 (2022)                        | 122                |
| Barlin                 | 62083      | Barlinois                  | 6,18             | 7 330 (2022)                      | 1 186              |
| Beugin                 | 62120      | Beuginois                  | 5,06             | 465 (2022)                        | 92                 |
| Beuvry                 | 62126      | Beuvrygeois                | 16,85            | 9 078 (2022)                      | 539                |
| Billy-Berclau          | 62132      | Billeux-Berclois           | 7,41             | 5 076 (2022)                      | 685                |
| Blessy                 | 62141      | Blessois                   | 5,39             | 904 (2022)                        | 168                |
| Bourecq                | 62162      | Bourecquois                | 4,02             | 575 (2022)                        | 143                |
| Bruay-la-Buissière     | 62178      | Bruaysiens                 | 16,35            | 21 997 (2022)                     | 1 345              |
| Burbure                | 62188      | Burburois                  | 5,53             | 2 827 (2022)                      | 511                |
| Busnes                 | 62190      | Busnois                    | 9,55             | 1 242 (2022)                      | 130                |
| Calonne-Ricouart       | 62194      | Calonnois                  | 4,61             | 5 416 (2022)                      | 1 175              |
| Calonne-sur-la-Lys     | 62195      | Calonnois                  | 11               | 1 578 (2022)                      | 143                |
| Camblain-Châtelain     | 62197      | Camblinois                 | 10,04            | 1 766 (2022)                      | 176                |
| Cambrin                | 62200      | Cambrinois                 | 1,77             | 1 250 (2022)                      | 706                |
| Cauchy-à-la-Tour       | 62217      | Cauchois                   | 3,13             | 2 645 (2022)                      | 845                |
| Caucourt               | 62218      | Caucourtois                | 5,51             | 332 (2022)                        | 60                 |
| Chocques               | 62224      | Chocquois                  | 7,95             | 2 808 (2022)                      | 353                |
| La Comté               | 62232      | Comtois                    | 6,63             | 884 (2022)                        | 133                |
| La Couture             | 62252      | Couturois                  | 13,52            | 2 608 (2022)                      | 193                |
| Cuinchy                | 62262      | Cuinchynois                | 4,15             | 1 784 (2022)                      | 430                |
| Diéval                 | 62269      | Diévalois                  | 12               | 715 (2022)                        | 60                 |
| Divion                 | 62270      | Divionnais                 | 10,96            | 6 830 (2022)                      | 623                |
| Douvrin                | 62276      | Douvrinois                 | 9,58             | 5 799 (2022)                      | 605                |
| Drouvin-le-Marais      | 62278      | Drouvinois                 | 2,12             | 610 (2022)                        | 288                |
| Ecquedecques           | 62286      | Ecquedecquois              | 2,63             | 510 (2022)                        | 194                |
| Essars                 | 62310      | Essarois                   | 3,72             | 1 765 (2022)                      | 474                |
| Estrée-Blanche         | 62313      | Estrée-Blanchois           | 5,32             | 906 (2022)                        | 170                |
| Estrée-Cauchy          | 62314      | Estréens                   | 3,89             | 353 (2022)                        | 91                 |
| Ferfay                 | 62328      | Ferfayens                  | 3,89             | 868 (2022)                        | 223                |
| Festubert              | 62330      | Festubertins               | 7,64             | 1 253 (2022)                      | 164                |
| Fouquereuil            | 62349      | Fouquereuillois            | 2,01             | 1 630 (2022)                      | 811                |
| Fouquières-lès-Béthune | 62350      | Fouquièrois                | 2,42             | 1 111 (2022)                      | 459                |
| Fresnicourt-le-Dolmen  | 62356      | Fresnicourtois             | 7,95             | 808 (2022)                        | 102                |
| Gauchin-Légal          | 62366      | Gauchinois                 | 6,03             | 300 (2022)                        | 50                 |
| Givenchy-lès-la-Bassée | 62373      | Givenchynois               | 3,89             | 989 (2022)                        | 254                |
| Gonnehem               | 62376      | Gonnehemois                | 15,31            | 2 532 (2022)                      | 165                |
| Gosnay                 | 62377      | Gosnaysiens                | 2,21             | 946 (2022)                        | 428                |
| Guarbecque             | 62391      | Guarbecquois               | 5,46             | 1 375 (2022)                      | 252                |
| Haillicourt            | 62400      | Haillicourtois             | 4,46             | 4 974 (2022)                      | 1 115              |
| Haisnes                | 62401      | Haisnois                   | 5,58             | 4 411 (2022)                      | 791                |
| Ham-en-Artois          | 62407      | Hamois                     | 3,2              | 947 (2022)                        | 296                |
| Hermin                 | 62441      | Herminois                  | 4,19             | 207 (2022)                        | 49                 |
| Hersin-Coupigny        | 62443      | Hersinois                  | 12,02            | 6 098 (2022)                      | 507                |
| Hesdigneul-lès-Béthune | 62445      | Hesdigneulois              | 2,59             | 842 (2022)                        | 325                |
| Hinges                 | 62454      | Hingeois                   | 8,31             | 2 450 (2022)                      | 295                |
| Houchin                | 62456      | Houchinois                 | 4,5              | 735 (2022)                        | 163                |
| Houdain                | 62457      | Houdinois                  | 6,3              | 6 990 (2022)                      | 1 110              |
| Isbergues              | 62473      | Isberguois                 | 14,37            | 8 653 (2022)                      | 602                |
| Labeuvrière            | 62479      | Labeuvrierois              | 6,11             | 1 651 (2022)                      | 270                |
| Labourse               | 62480      | Laboursois                 | 4,67             | 2 876 (2022)                      | 616                |
| Lambres                | 62486      | Lambrésiens                | 4,37             | 1 066 (2022)                      | 244                |
| Lapugnoy               | 62489      | Punéens                    | 8,61             | 3 500 (2022)                      | 407                |
| Lespesses              | 62500      | Lespessois                 | 3,09             | 401 (2022)                        | 130                |
| Lières                 | 62508      | Liérois                    | 3,24             | 340 (2022)                        | 105                |
| Liettres               | 62509      | Liettrois                  | 3,07             | 368 (2022)                        | 120                |
| Ligny-lès-Aire         | 62512      | Lignyacois                 | 8,04             | 564 (2022)                        | 70                 |
| Lillers                | 62516      | Lillerois                  | 26,9             | 10 200 (2022)                     | 379                |
| Linghem                | 62517      | Linghemois                 | 3,63             | 205 (2022)                        | 56                 |
| Locon                  | 62520      | Loconois                   | 9,52             | 2 332 (2022)                      | 245                |
| Lorgies                | 62529      | Lorginois                  | 6,84             | 1 630 (2022)                      | 238                |
| Lozinghem              | 62532      | Lozinghemois               | 2,15             | 1 271 (2022)                      | 591                |
| Maisnil-lès-Ruitz      | 62540      | Maisnilois                 | 5,56             | 1 685 (2022)                      | 303                |
| Marles-les-Mines       | 62555      | Marlésiens                 | 4,55             | 5 437 (2022)                      | 1 195              |
| Mazinghem              | 62564      | Mazinghemois               | 5,19             | 458 (2022)                        | 88                 |
| Mont-Bernanchon        | 62584      | Bernico-Montois            | 11,4             | 1 319 (2022)                      | 116                |
| Neuve-Chapelle         | 62606      | Neuve-Chapellois           | 1,86             | 1 404 (2022)                      | 755                |
| Nœux-les-Mines         | 62617      | Nœuxois                    | 8,84             | 11 384 (2022)                     | 1 288              |
| Norrent-Fontes         | 62620      | Norrentfontois             | 5,7              | 1 372 (2022)                      | 241                |
| Noyelles-lès-Vermelles | 62626      | Noyellois                  | 2,53             | 2 278 (2022)                      | 900                |
| Oblinghem              | 62632      | Oblinghemois               | 1,27             | 384 (2022)                        | 302                |
| Ourton                 | 62642      | Ourtonais                  | 5,28             | 724 (2022)                        | 137                |
| Quernes                | 62676      | Quernois                   | 2,75             | 429 (2022)                        | 156                |
| Rebreuve-Ranchicourt   | 62693      | Reubreuvois-Ranchicourtois | 10,73            | 1 071 (2022)                      | 100                |
| Rely                   | 62701      | Relygeois                  | 4,83             | 459 (2022)                        | 95                 |
| Richebourg             | 62706      | Richebourgeois             | 17,31            | 2 653 (2022)                      | 153                |
| Robecq                 | 62713      | Robecquois                 | 10,56            | 1 320 (2022)                      | 125                |
| Rombly                 | 62720      | Romblyens                  | 1,15             | 50 (2022)                         | 43                 |
| Ruitz                  | 62727      | Ruitelots                  | 4,96             | 1 493 (2022)                      | 301                |
| Sailly-Labourse        | 62735      | Saillygeois                | 6,02             | 2 535 (2022)                      | 421                |
| Saint-Floris           | 62747      | Saint-Florissois           | 4,05             | 629 (2022)                        | 155                |
| Saint-Hilaire-Cottes   | 62750      | Cottihilariens             | 7,24             | 823 (2022)                        | 114                |
| Saint-Venant           | 62770      | Saint-Venantais            | 14,24            | 3 002 (2022)                      | 211                |
| Vaudricourt            | 62836      | Vaudricourtois             | 2,99             | 1 129 (2022)                      | 378                |
| Vendin-lès-Béthune     | 62841      | Vendinois                  | 3,63             | 2 384 (2022)                      | 657                |
| Vermelles              | 62846      | Vermellois                 | 10,39            | 4 729 (2022)                      | 455                |
| Verquigneul            | 62847      | Verquigneulois             | 3,54             | 2 013 (2022)                      | 569                |
| Verquin                | 62848      | Verquinois                 | 3,7              | 3 452 (2022)                      | 933                |
| Vieille-Chapelle       | 62851      | Vieille-Chapellois         | 3,41             | 888 (2022)                        | 260                |
| Violaines              | 62863      | Violainois                 | 10,01            | 3 844 (2022)                      | 384                |
| Westrehem              | 62885      | Westrehemois               | 2,97             | 248 (2022)                        | 84                 |
| Witternesse            | 62900      | Witternessois              | 5,47             | 620 (2022)                        | 113                |

### Démographie
| 1968    | 1975    | 1982    | 1990    | 1999    | 2010    | 2015    | 2021    |
| ------- | ------- | ------- | ------- | ------- | ------- | ------- | ------- |
| 289 809 | 279 330 | 274 466 | 277 070 | 273 369 | 276 826 | 277 730 | 275 327 |

### Logement
En 2022, le nombre total de logements dans la communauté d'agglomération était de 129 617, alors qu'il était de 125 907 en 2016 et de 121 191 en 2011
, soit une progression du nombre total de logements de 7,0 % depuis 2011.
Parmi ces 129 617 logements, 91,5 % étaient des résidences principales, (soit 118 609 logements), 0,7 % des résidences secondaires et 7,8 % des logements vacants. Ces logements étaient pour 85,8 % d'entre eux des maisons individuelles et pour 13,4 % des appartements.
Sur les 118 609 résidences principales, 58,6 % sont occupées par des propriétaires, 39,8 % par des locataires et 1,6 % par des personnes logées gratuitement.
Le tableau ci-dessous présente la typologie des logements dans la communauté d'agglomération en 2022 en comparaison avec celle du Pas-de-Calais et de la France entière. Une caractéristique marquante du parc de logements est ainsi la faible proportion des résidences secondaires et logements occasionnels (0,7 %) par rapport au département (6,6 %) et à la France entière (9,7 %) ainsi que d'une proportion de logements vacants (7,8 %) inférieure à celle du département (7,2 %) et de la France entière (8 %).
| Typologie                                               | Communauté d'agglomération | Pas-de-Calais | France entière |
| ------------------------------------------------------- | -------------------------- | ------------- | -------------- |
| Résidences principales (en %)                           | 91,5                       | 86,2          | 82,3           |
| Résidences secondaires et logements occasionnels (en %) | 0,7                        | 6,6           | 9,7            |
| Logements vacants (en %)                                | 7,8                        | 7,2           | 8              |

Le tableau ci-dessous présente le type de combustible principal utilisé dans les résidences principales ainsi que l'évolution des différents types de combustible entre 2011 et 2022.
| Type de combustible principal du logement | Communauté d'agglomération | Communauté d'agglomération | Communauté d'agglomération | Pas-de-Calais |
| Type de combustible principal du logement | 2011                       | 2022                       | △                          | 2022          |
| ----------------------------------------- | -------------------------- | -------------------------- | -------------------------- | ------------- |
| Gaz de ville - réseau de chaleur          | 56,5 %                     | 54,8 %                     | -1,7                       | 51,7 %        |
| Fioul (mazout)                            | 10,2 %                     | 6,3 %                      | -3,9                       | 7,4 %         |
| Électricité                               | 20,3 %                     | 23,9 %                     | 3,6                        | 24,4 %        |
| Gaz en bouteilles ou en citerne           | 1,5 %                      | 0,9 %                      | -0,6                       | 1,0 %         |
| Autres (bois, solaire, géothermie, etc.)  | 11,6 %                     | 14,1 %                     | 2,5                        | 15,5 %        |

### Économie

#### Revenus de la population et fiscalité
En 2021, la communauté d'agglomération compte 115 599 ménages fiscaux, regroupant 267 735 personnes.
En 2021, le revenu fiscal médian par ménage, le taux de pauvreté des ménages et la part des ménages fiscaux imposés de la communauté d'agglomération, du département du Pas-de-Calais et de la métropole sont les suivants :
- le revenu fiscal médian par ménage de la communauté d'agglomération est de 20 530 €, inférieur à celui du département du Pas-de-Calais (20 720 €) et inférieur à celui de la France métropolitaine (23 080 €)[Insee 8],[Insee 9],[Insee 10] ;
- le taux de pauvreté des ménages de la communauté d'agglomération est de 18,6 %, supérieur à celui du département du Pas-de-Calais (18,4 %) et supérieur à celui de la métropole (14,9 %)[Insee 11],[Insee 12],[Insee 13] ;
- la part des ménages fiscaux imposés dans la communauté d'agglomération est de 42,7 %, inférieure à celle du département du Pas-de-Calais (44,1 %) et inférieure à celle de la métropole (53,4 %)[Insee 8],[Insee 9],[Insee 10].

#### Emploi
|                                        | 2011   | 2016   | 2022   |
| -------------------------------------- | ------ | ------ | ------ |
| CA de Béthune-Bruay, Artois-Lys Romane | 15,9 % | 16,9 % | 14,3 % |
| Département                            | 11,3 % | 13,7 % | 11,2 % |
| France métropolitaine                  | 11,6 % | 13,7 % | 11,7 % |

En 2022, la population âgée de 15 à 64 ans s'élève à 171 198 personnes, parmi lesquelles on compte 71,8 % d'actifs (61,5 % ayant un emploi et 10,3 % de chômeurs) et 28,2 % d'inactifs,. En 2022, le taux de chômage (au sens du recensement) des 15-64 ans est supérieur à celui du département et supérieur à celui de la France métropolitaine.
La communauté d'agglomération compte 79 571 emplois en 2022, contre 78 647 en 2016 et 81 086 en 2011. Le nombre d'actifs ayant un emploi résidant dans la communauté d'agglomération est de 106 275, soit un indicateur de concentration d'emploi de 74,9 et un taux d'activité parmi les 15 ans ou plus de 55,1 %.
Sur ces 106 275 actifs de 15 ans ou plus ayant un emploi, 87 181 travaillent dans la communauté d'agglomération, soit 82 % des habitants. Pour se rendre au travail, 86,1 % des habitants de la communauté d'agglomération utilisent une voiture, un camion ou une fourgonnette, 4,8 % les transports en commun, 6,1 % s'y rendent en deux-roues motorisé, à vélo ou à pied et 3,0 % n'ont pas besoin de transport (travail au domicile).

#### Entreprises et commerces

##### Activités hors agriculture
En 2022, 13 799 établissements marchands non agricoles sont économiquement actifsdans la  communauté d'agglomération,,.
| Secteur d'activité                                                                                        | CA de Béthune-Bruay, Artois-Lys Romane | CA de Béthune-Bruay, Artois-Lys Romane | Département |
| Secteur d'activité                                                                                        | Nombre                                 | %                                      | %           |
| --- | -------------------------------------- | -------------------------------------- | ----------- |
| Ensemble                                                                                                  | 13 799                                 | 100 %                                  | (100 %)     |
| Industrie manufacturière, industries extractives et autres                                                | 943                                    | 6,8 %                                  | (5,3 %)     |
| Construction                                                                                              | 1 645                                  | 11,9 %                                 | (11,7 %)    |
| Commerce de gros et de détail, transports, hébergement et restauration                                    | 3 809                                  | 27,6 %                                 | (22,5 %)    |
| Information et communication                                                                              | 250                                    | 1,8 %                                  | (3,6 %)     |
| Activités financières et d'assurance                                                                      | 638                                    | 4,6 %                                  | (5,3 %)     |
| Activités immobilières                                                                                    | 573                                    | 4,2 %                                  | (5,7 %)     |
| Activités spécialisées, scientifiques et techniques et activités de services administratifs et de soutien | 1 866                                  | 13,5 %                                 | (20,2 %)    |
| Administration publique, enseignement, santé humaine et action sociale                                    | 2 407                                  | 17,4 %                                 | (15,8 %)    |
| Autres activités de services                                                                              | 1 668                                  | 12,1 %                                 | (9,9 %)     |

Deux secteurs sont prépondérants dans la communauté d'agglomération avec 45 % du nombre total d'établissements : celui du commerce de gros et de détail, des transports, de l'hébergement et de la restauration, et celui de l'administration publique, enseignement, santé humaine et action sociale, contre 38,3 % au niveau département.

#### Tourisme

##### Hôtellerie, camping et autres hébergements collectifs
Au 1er janvier 2025, la communauté d'agglomération de Béthune-Bruay, Artois-Lys Romane dispose de dix-huit hôtels pour une capacité totale de 799 chambres, de trois campings totalisant 147 emplacements et d'un autre type d'hébergement collectif totalisant 155 places de lit.

## Organisation

### Siège
La communauté d'agglomération a son siège à Béthune, 100 Avenue de Londres.

### Élus
Le conseil communautaire de la communauté d'agglomération se compose de 152 conseillers, représentant chacune des communes membres et élus pour une durée de six ans.
Ils sont répartis comme suit :
| Nombre de conseillers | Communes |
| --------------------- | --- |
| 12                    | Béthune |
| 10                    | Bruay-la-Buissière |
| 5                     | Nœux-les-Mines |
| 4                     | Auchel, Beuvry, Isbergues, Lillers |
| 3                     | Barlin, Divion, Houdain |
| 2                     | Annezin, Auchy-les-Mines, Billy-Berclau, Calonne-Ricouart, Douvrin, Haillicourt, Haisnes, Hersin-Coupigny, Marles-les-Mines, Vermelles |
| 1 (+ 1 suppléant)     | les autres communes |

### Présidence
Le conseil communautaire du 8 juillet 2020 a élu Olivier Gacquerre, maire de Béthune, à la présidence de l'intercommunalité, ainsi que ses vice-présidents, qui sont, pour la mandature 2020-2026 :
|  | Identité             | Étiquette | Mandat municipal            | Délégations communautaires                                                                       |
|  | -------------------- | --------- | --------------------------- | ------------------------------------------------------------------------------------------------ |
|  | Maurice Leconte      | SE        | Maire de Houchin            | Agriculture et ruralité                                                                          |
|  | Steve Bossart        | DVC       | Maire de Billy-Berclau      | Développement économique, emploi et transition numérique                                         |
|  | Corinne Laversin     | PS        | Maire de Hinges             | Foncier et urbanisme                                                                             |
|  | Jacky Lemoine        | DVG       | Maire de Divion             | Ressources humaines et formation des élus                                                        |
|  | Raymond Gaquère      | PS        | Maire de La Couture         | Assainissement, hydraulique, gestion des eaux pluviales urbaines et lutte contre les inondations |
|  | Philippe Scaillierez | DVG       | Maire de Labourse           | Eau potable                                                                                      |
|  | Philibert Berrier    | DVD       | Maire d'Auchel              | Accompagnement technique des communes du territoire ouest                                        |
|  | Bernard Delelis      | DVD       | Maire de Gonnehem           | Accompagnement technique des communes du territoire nord                                         |
|  | Julien Dagbert       | PS        | Maire de Barlin             | Culture et éducation populaire                                                                   |
|  | David Thellier       | SE        | Maire d'Isbergues           | Aménagement et attractivité du territoire                                                        |
|  | Hervé Deroubaix      | DVD       | Maire de Robecq             | Finances, contrôle de gestion et commande publique                                               |
|  | Virginie Souillart   | DVD       | Maire de Gosnay             | Santé et action sociale                                                                          |
|  | Alain de Carrion     | DVG       | Maire de Vermelles          | Accompagnement technique des communes du territoire est                                          |
|  | Ludovic Idziak       | DVG       | Maire de Calonne-Ricouart   | Environnement, plan climat air et énergie territorial                                            |
|  | Lélio Pedrini        | SE        | Maire de Camblain-Châtelain | Accompagnement technique des communes du territoire sud                                          |

Le bureau communautaire est constitué, pour la mandature 2020-2026, du président, des 15 vice-présidents et de 20 conseillers communautaires délégués.
| Période      | Période                      | Identité          | Étiquette | Qualité |
| ------------ | ---------------------------- | ----------------- | --------- | --- |
| janvier 2017 | juillet 2020                 | Alain Wacheux     | PS        | Maire de Bruay-la-Buissière (1999 → 2017) Président de l'ex-CA de l'Artois (2002 → 2016) Président du Pôle métropolitain de l'Artois (2017 → ) |
| juillet 2020 | En cours (au 8 juillet 2020) | Olivier Gacquerre | UDI       | Maire de Béthune (2014 → ) |

### Compétences
La communauté exerce les compétences qui lui ont été transférées par les communes membres, dans les conditions définies par le code général des collectivités territoriales. Il s'agit notamment de :
- assainissement, eaux usées et pluviales,
- eau potable,
- déchets ménagers, collecte et incinération incluant le tri sélectif,
- environnement,
- aménagement du territoire,
- politique de la ville,
- développement économique,
- tourisme

Depuis 2006, la communauté n'exerce plus les compétences relatives aux services de mobilité et à l'organisation des réseaux de transports. Le statut d'AOM ayant été transféré au syndicat mixte de transports Artois-Gohelle.
La communauté pilote la politique du logement sur le territoire et est chargée de la rédaction du programme local d'habitat. 
La communauté a également en charge la politique environnementale du territoire. En effet, depuis la loi du 12 juillet 2010 portant engagement national pour l'environnement dit "Grenelle II" impose aux EPCI de plus de 50 000 habitant la rédaction d'un plan climat air énergie territorial. Cette obligation, renforcée par la loi de transition énergétique pour la croissance verte (LTECV) de 2015, concerne la communauté d'agglomération qui a adopté son PCAET en 2020 . 

### Régime fiscal et budget
La Communauté d'agglomération est un établissement public de coopération intercommunale à fiscalité propre.
Afin de financer l'exercice de ses compétences, l'intercommunalité perçoit, comme toutes les communautés d'agglomération, la fiscalité professionnelle unique (FPU) – qui a succédé à la taxe professionnelle unique (TPU) – et assure une péréquation de ressources entre les communes résidentielles et celles dotées de zones d'activité.